# Власов, Виктор Иванович
Виктор Иванович Власов (27 мая 1938, г. Барнаул, Алтайский край, РСФСР - 25 января 1998) — министр промышленности Казахской ССР / Республики Казахстан.

## Биография
Власов Виктор Иванович родился 27 мая 1938 в городе Барнаул Алтайского края.

### Образование
В 1961 году окончил Алтайский политехнический институт по направлению «Литейное производство» по специальности инженер-механик.

### Трудовая деятельность
В 1961 году после окончания Алтайского политехнического института работал бригадиром, мастером, старшим мастером Барнаульского котельного завода.
Далее работал начальником формовочного отделения, заместителем начальника по технической части, начальником чугунолитейного цеха Алтайского моторного завода (АМЗ).
До 1988 года был главным инженером Алтайского государственного территориального управления Госснаба СССР.
В конце 1980-х годов назначен заместителем генерального директора АМЗ по производству.
В 1988–1991 годах - генеральный директор производственного объединения «Павлодарский тракторный завод».
С февраля 1991 по февраль 1992 года - министр промышленности Казахской ССР / Республики Казахстан. 
Переутверждён в должности 28 июня 1991 года и 16 октября 1991 года в связи со сменой состава правительства.
В 1992–1994 годах - первый заместитель министра промышленности Республики Казахстан.
В 1994–1998 годах - президент консорциума «АлгаАвтомоторс».

## Награды
Орден Дружбы народов.
Орден «Знак Почёта».
Медали.